# Награды Японии
Награды Японии — это комплекс современных и исторических наград. Наградная система Японии сформировалась после реставрации Мэйдзи, на основе европейских наградных систем. Первая награда, учреждённая в 1875 году — Императорский орден Мэйдзи (позже был переименован в орден Восходящего солнца). Кроме орденов, существуют наградные знаки за отличие, наградные чаши, памятные и юбилейные медали.

## Современные
- Высший орден Хризантемы — высшая награда Японии. Учреждён 4 января 1888 года.
- Орден Цветов павловнии — учреждён в 1888 году, как высшая степень ордена Восходящего солнца, позже стал отдельной наградой, второй по значимости.
- Орден Восходящего солнца — третий (ранее — второй) по старшинству орден Японии. Учреждён 10 апреля 1875 года и состоит из 6 степеней:

 — 1 степень.
 — 2 степень.
 — 3 степень.
 — 4 степень.
 — 5 степень.
 — 6 степень.
 — 7 степень - упразднена в 2003 году.
 — 8 степень - упразднена в 2003 году.
- Орден Священного сокровища — учреждён 4 января 1888 года для награждения за выдающиеся заслуги. Состоит из 6 степеней:

 — 1 степень.
 — 2 степень.
 — 3 степень.
 — 4 степень.
 — 5 степень.
 — 6 степень.
 — 7 степень - упразднена в 2003 году.
 — 8 степень - упразднена в 2003 году.
- Орден Культуры — учреждён 11 февраля 1937 года для награждения за достижения в области культуры.
- Орден Драгоценной короны — женский орден Японии. Учреждён 4 января 1888 года. Состоит из 8 степеней:

 — 1 степень.
 — 2 степень.
 — 3 степень.
 — 4 степень.
 — 5 степень.
 — 6 степень.
 — 7 степень.
 — 8 степень.
- Медали Почёта — учреждены 7 декабря 1881 года, позже несколько раз реформировались. Существует 6 медалей, различающихся по орденским лентам:

 — красная.
 — зелёная.
 — жёлтая.
 — пурпурная.
 — голубая.
 — синяя.

## НаградыКрасного Креста
- Орден Заслуг Красного Креста — учреждён 21 июня 1888 года, для награждения за заслуги перед Японским Красным Крестом. Состоит из двух степеней: золотой и серебряной.
- Медали члена Красного Креста — учреждены в 1888 году. Существует три вида медалей.

## Исторические
- Орден государства Сацума-Рюкю — учреждён в 1866 году. Считается первым орденом Японии, как награда государства Сацума-Рюкю.
- Орден Золотого коршуна — учреждён 18 февраля 1890 года. После поражения Японии во Второй Мировой войне более не вручается. Состоял из 7 степеней:

 — 1 степень.
 — 2 степень.
 — 3 степень.
 — 4 степень.
 — 5 степень.
 — 6 степень.
 — 7 степень.
- Военные медали почёта — учреждались на протяжении существования Японской империи, для награждения за участие в военных операциях императорской армии. Существовало несколько медалей:

 — за участие в тайваньском походе.
 — за участие в японо-китайской войне.
 — за участие в подавлении боксёрского восстания.
 — за участие в русско-японской войне.
 — за участие в мировой войне (две медали за кампании 1914—1915 гг. и 1914—1920 гг.).
 — медаль Победы в мировой войне.
 — за участие в маньчжурском инциденте.
 — за участие во китайском инциденте . Самая массовая военная медаль почёта.
 — за участие в великой восточно-азиатской войне.